# Zaouiet Kontoch
Zaouiet Kontoch (en arabe : زاوية قنطش) est une ville du Sahel tunisien située à proximité immédiate de Jemmal.
Rattachée au gouvernorat de Monastir, elle constitue une municipalité comptant 6 713 habitants en 2014, alors qu'il y avait 5 604 habitants en 2004.
Elle serait dénommée ainsi du fait de la présence historique d'une petite zaouïa d'un saint homme musulman.
Sur le plan sportif, la ville abrite l'Association sportive de Zaouiet Kontoch, spécialisée dans le tennis de table.